# Galata Cove
Die Galata Cove (englisch; bulgarisch залив Галата saliw Galata) ist eine 1,93 km breite und 2,18 km lange Bucht an der Nordostküste der Anvers-Insel im Palmer-Archipel westlich der Antarktischen Halbinsel. Sie liegt südlich des Frolosh Point und nördlich des Deliradev Point.
Britische Wissenschaftler kartierten sie 1980. Die bulgarische Kommission für Antarktische Geographische Namen benannte sie 2009 nach dem Kap Galata an der bulgarischen Schwarzmeerküste.